# Große Sommerwurz
Die Große Sommerwurz (Orobanche elatior), auch Hohe Sommerwurz oder Flockenblumen-Würger genannt, ist eine Pflanzenart aus der Gattung der Sommerwurzen (Orobanche) in der Familie der Sommerwurzgewächse (Orobanchaceae).

## Beschreibung
Die Große Sommerwurz ist eine 20 bis 60 cm hoch werdende, parasitäre Pflanze, die auf Flockenblumen-Arten (Centaurea) parasitiert. Die dicht stehenden Schuppenblätter am Stängel sind meist länger als die Internodien.

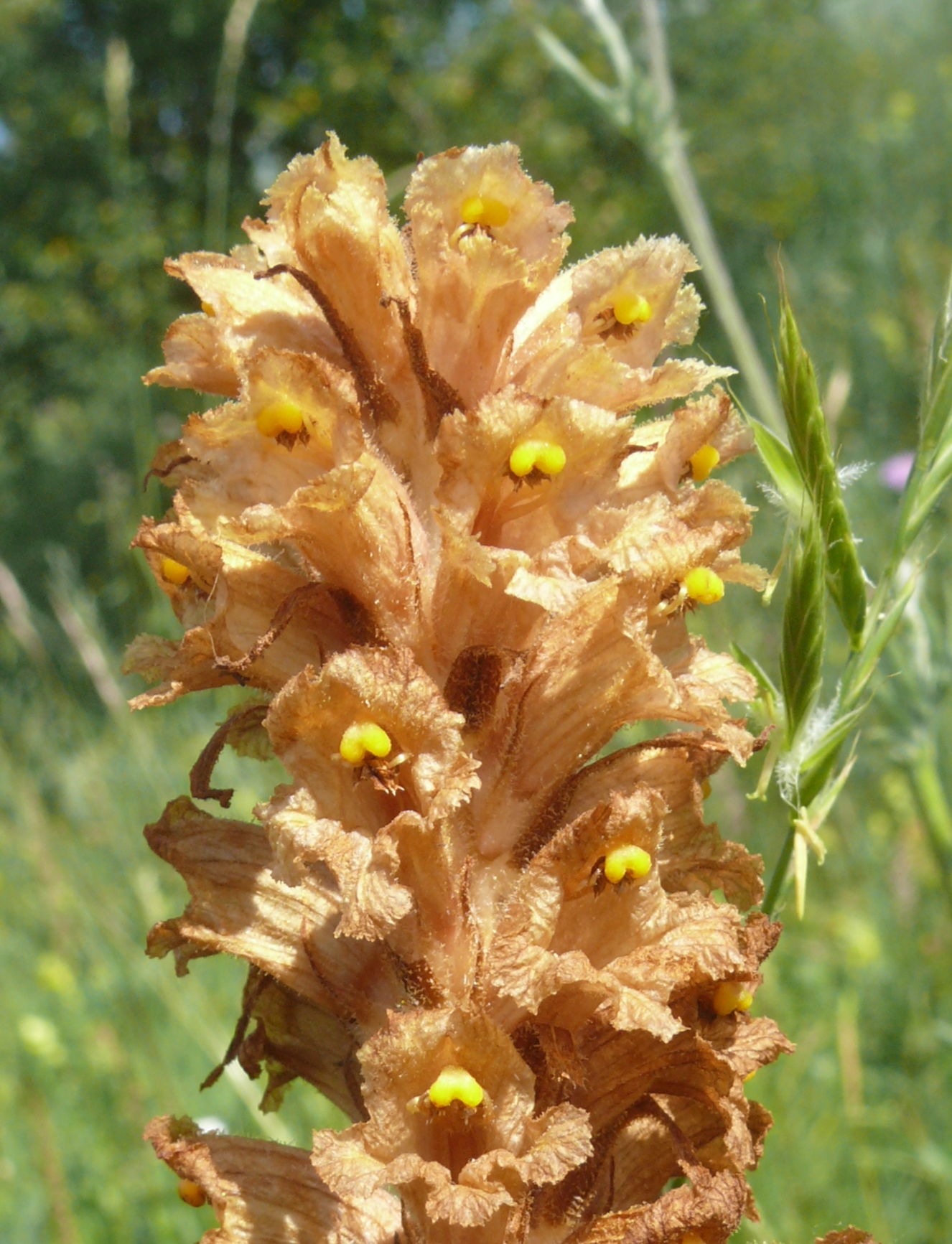
Blütenstand

Die Blütezeit der Art reicht von Juni bis Juli. Die Krone ist zunächst rosenrot gefärbt, wird jedoch später rötlich gelb, auf der Außenseite befinden sich keine Drüsenhaare. Die Oberlippe ist nicht oder nur undeutlich ausgerandet. Die Rückenlinie der Krone ist mehr oder weniger gleichmäßig gebogen. Die Narbe ist gelb gefärbt.
Die Chromosomenzahl beträgt 2n = 38.

## Vorkommen
Die Art kommt in Europa und Asien vor. Ihr Verbreitungsgebiet umfasst Spanien, Frankreich, Italien, Balkanhalbinsel, Rumänien, Osteuropa, Deutschland, Österreich, Tschechien, Ungarn, Polen, Dänemark, Schweden und Großbritannien, Türkei, Iran, Kaukasusraum, Zentralasien, Sibirien und China.
Sie wächst an wärmebegünstigten Säumen und auf Halbtrockenrasen. Sie bevorzugt mäßig trockenen, nährstoffarmen Kalk- und Gipsboden. Sie kommt in Mitteleuropa vor in Gesellschaften der Ordnung Brometalia oder Origanetalia.